# Лавдовская, Анна Фёдоровна
Анна Фёдоровна Лавдовская (25 декабря 1867 (6 января 1868) — 23 марта 1946) — русская и советская пианистка, музыкальный педагог. Первая учительница музыки Ивана Дзержинского и Виктора Мержанова.

## Биография
Дочь Фёдора Богдановича Граверта (Theodor Grawert; 1821—1881) родилась в селе Сосновка Моршанского уезда Тамбовской губернии. Общее образование получила в Тамбовском Александринском институте благородных девиц, где её отец был преподавателем музыки. Первоначальное музыкальное образование начала получать у отца, после смерти которого стала учиться у К.Э.Вебера, работавшего преподавателем музыки в институте с 1 августа 1881 года. После окончания института в 1886 году Анна Граверт продолжала заниматься с К.Э.Вебером. С 1888 года она давала частные уроки, аккомпанировала на концертах приезжим артистам. В 1895 году поступила в Тамбовские музыкальные классы при Тамбовском отделении Императорского русского музыкального общества — преподавательницей младшего отделения, при этом активно участвуя в выступлениях симфонического оркестра и исполняя сольные партии в камерных концертах. В 1897 году она успешно сдала экзамен на аттестат второй степени об изучении игры на фортепиано, — в музыкальном училище Харьковского отделения Императорского русского музыкального общества.
В начале 1900-х годов Анна Граверт вышла замуж за вдовца, имевшего троих детей от первого брака, личного дворянина Михаила Александровича Лавдовского, служившего в Тамбовской уездной земской управе делопроизводителем по народному образованию. В 1904 году у Лавдовских родилась дочь Елена, а ещё через полтора года — сын Михаил. В октябре 1907 года М. А. Ландовский скончался «не выслужив права на пенсию и не оставив положительно никаких материальных средств»; на попечении и содержании Анны Фёдоровны, проживавшей на Покровской улице (д. 19), остались пятеро детей — Анатолий, Татьяна, Николай (от первого брака мужа), Елена и Михаил (старшему, Анатолию, было 18 лет, младшему, Михаилу, не исполнилось ещё и двух). Анна Федоровна, чтобы прокормить семью, одновременно преподавала музыку в трёх учебных заведениях Тамбова — музыкальном училище, Александринском институте и женской гимназии. Кроме преподавательской деятельности, Анна Федоровна принимала активное участие в благотворительных концертах.
В советское время яркой страницей её биографии стали выступления на фронтах гражданской войны в качестве концертмейстера хора под управлением Д. С. Васильева-Буглая. До 1920 года А. Ф. Лавдовская преподавала музыку в трудовой школе (бывшей женской гимназии) и работала инструктором по классу рояля в Пролеткульте; с 1921 года — преподавала в школе 1-й ступени музыкального техникума и, одновременно, работала концертмейстером в оперной студии музыкального училища, а также в Тамбовском оперном театре. Её учениками были Иван Дзержинский и Виктор Мержанов. 15 декабря 1936 года в Тамбовском драматическом театре состоялся праздничный концерт симфонического оркестра под управлением профессора Московской консерватории Лео Гинсбурга с участием известного скрипача Бориса Сибора, посвящённый 40-летнему юбилею музыкально-педагогической деятельности Анны Фёдоровны Лавдовской. Партия фортепиано исполняла виновница торжества.
За большую творческую, педагогическую и общественную деятельность она была удостоена почетного звания Героя Труда ВСЕРАБИС (1924).